# Campillo de Altobuey
Campillo de Altobuey est une commune d’Espagne, dans la province de Cuenca, communauté autonome de Castille-La Manche.

## Personnalité
- Gaspar de la Huerta (1645-1714), peintre, y est né.